# Bassendean
Bassendean är en stadsdel i Perth i Australien. Den ligger i kommunen Bassendean och delstaten Western Australia, nära centrala Perth. Antalet invånare är 8 776.